# Ornstein-Zernikevergelijking
De Ornstein-Zernikevergelijking (vernoemd naar de Nederlandse natuurkundigen Leonard Ornstein en Frits Zernike) is een integraalvergelijking die de paarcorrelatiefunctie {\displaystyle h(r_{12})} van twee deeltjes 1 en 2  relateert aan de directe correlatiefunctie {\displaystyle c(r_{12})} met behulp van een integraal over alle mogelijke plaatsen {\displaystyle {\vec {r}}} van een derde deeltje 3 gewogen met dichtheid {\displaystyle \rho }. Deze vergelijking speelt een belangrijke rol in de statistische mechanica van vloeistoffen.
De vergelijking luidt:
{\displaystyle h(r_{12})=c(r_{12})+\rho \int {\rm {d}}{\vec {r}}\ c(r_{13})h(r_{23})}
Oplossen van de vergelijking gebeurt doorgaans door ze te herschrijven als convolutie en dan Fouriertransformatie toe te passen.